# Chrysotus cubanus
Chrysotus cubanus är en tvåvingeart som beskrevs av Lazar Botosaneanu och Vaillant 1973. Chrysotus cubanus ingår i släktet Chrysotus och familjen styltflugor.
Artens utbredningsområde är Kuba. Inga underarter finns listade i Catalogue of Life.